# Boelens (Patriziergeschlecht)

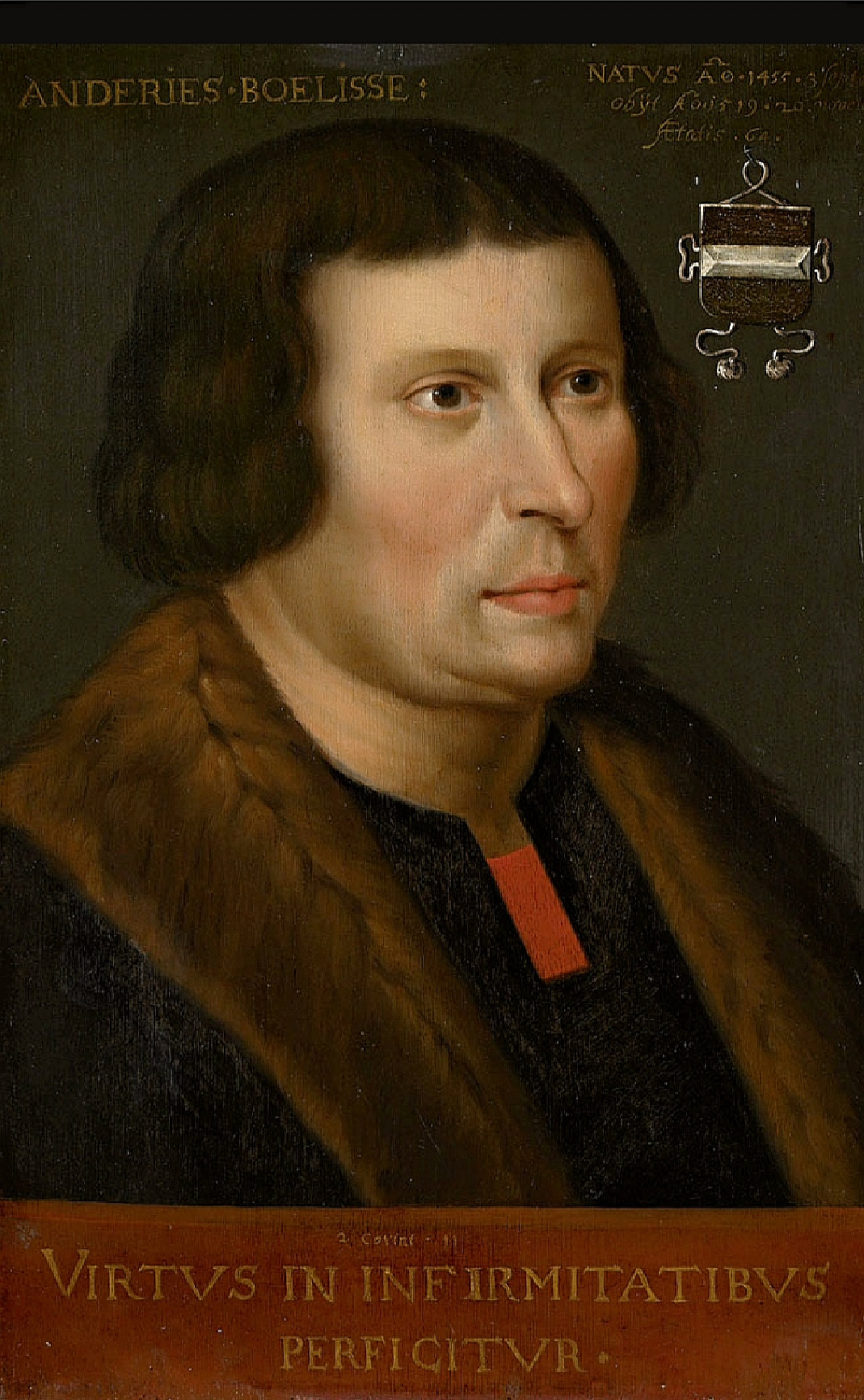
Andries Boelens (1455–1519), langjähriger Bürgermeister von Amsterdam und herausragende Persönlichkeit der Familie

Die Boelens (auch Boel) waren ein holländisches Patriziergeschlecht und Stadtherren von Amsterdam. Die Familie kam zwischen den Jahren 1360 und 1680 in den Regierungslisten der Stadt vor. Sie galten in ihrer Zeit als ein ziemlich einflussreiches Amsterdamer Geschlecht und waren auf eine intensive Weise in die Geschichte ihrer Heimatstadt eingebunden. Die Oligarchie der so genannten Boelen-Heijnen-Sippe war vor allem mittels Andries Boelens (1455–1519) zwischen den Jahren 1495 und 1538 führend in der Amsterdamer Stadtregierung.
Durch die eheliche Verbindung von Lijsbeth Andriesz Boelens († 1551) mit Cornelis Hendricksz Loen (1481–1547) aus dem Geschlecht der Loen entstand die Linie der Boelens Loen.

## Chronik

### Boelens

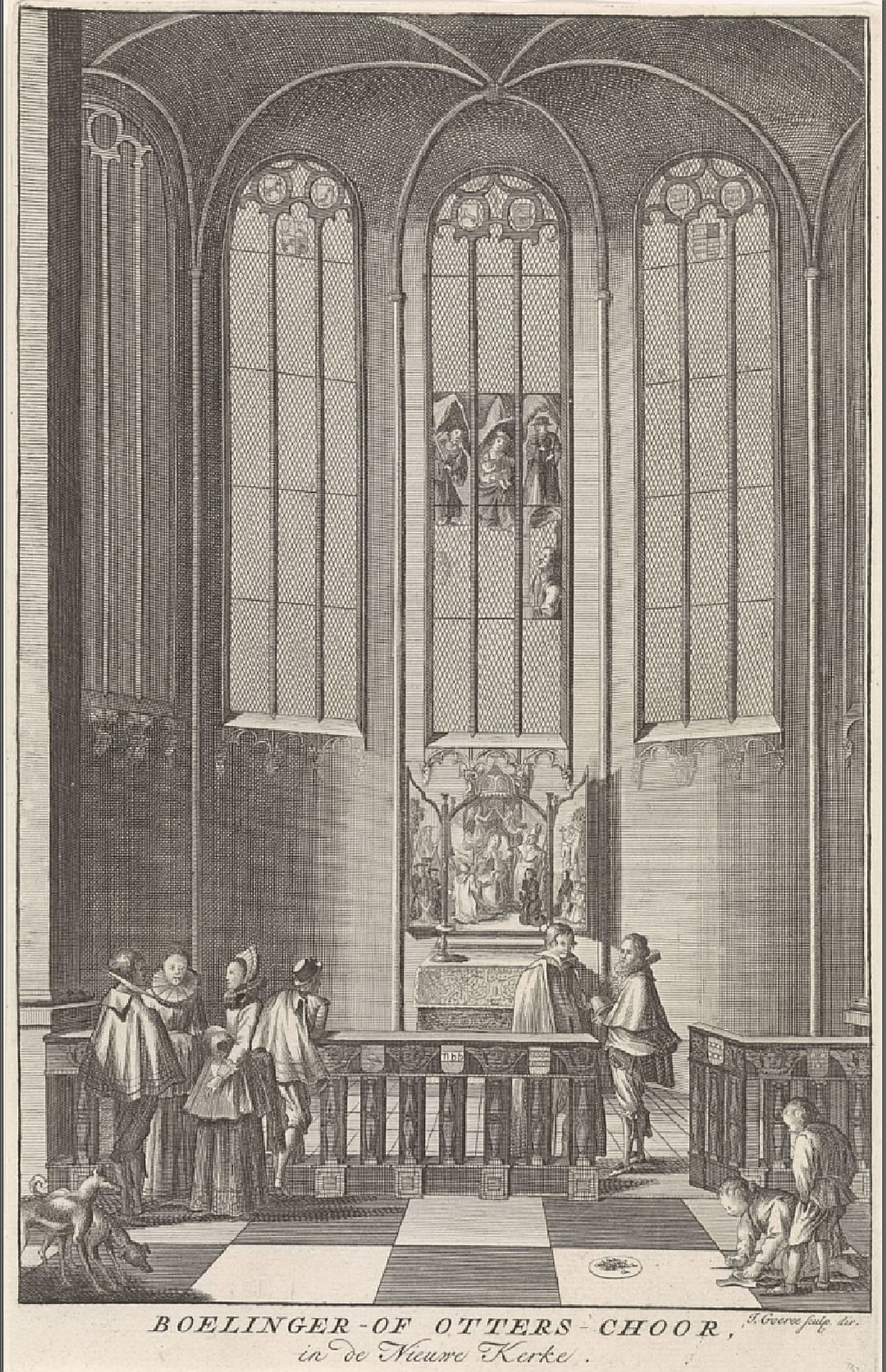
Grabkapelle der Familien Boelens und Den Otter in der Nieuwe Kerk in Amsterdam

Die ersten Bürgermeister aus dem Geschlecht der Boelens waren im 15. Jahrhundert Jacob Boel, Bürgermeister der Jahre 1420–1421 und Claes Jansz Boel, Bürgermeister der Jahre 1431 und 1434.
Die Mitglieder der Familie Boelens konnten durch ihre lange Amtszeit in der Stadtregierung die Bildung einer festen oligarischen Elite innerhalb Amsterdams vollziehen. Im Jahre 1495 konnten sie die Macht von der Sippe („maagschap“) des Jacob Jonge Jacobsz übernehmen um sie im Jahre 1538 an die Sippe des Hendrick Dirckszn und des Joost Buyck (bis circa 1578) abgeben zu müssen. Der Grund für den Verlust ihrer herausragenden Position lag auch an der religiösen Haltung der Familie, auch im Baptistenaufruhr.
Am Anfang der Entwicklung stand Dirck Boelens, welcher dieser mit seinen Ernennungen zum regierenden Bürgermeister in den Jahren 1447, 1453, 1454 und 1457 Raum geben konnte. Bei seinem Tod hinterließ er seiner Familie große Ländereien in der Umgebung von Amsterdam, drei Häuser in der Stadt und ein bedeutendes Vermögen. Sein Sohn Boel Dirck Boelens führte diese Entwicklung mit seiner Ernennungen von 1470 bis 1478 weiter. Als herausragendes Familienmitglied gilt dessen Sohn Andries Boelens, welcher in den Jahren 1496–1497, 1499, 1501–1502, 1504–1505, 1507–1510, 1512, 1514–1515 und 1517 an der Spitze der Stadtregierung saß. Boelens gilt aufgrund seiner langen Amtszeit und der daraus resultierenden Machtkonzentration –und Entfaltung als Stammvater der Regenten des Goldenen Zeitalters der Niederlande, welche sich größtenteils auf eine Abstammung von diesem beriefen. Neben Andries Boelens wirkte auch Andries Dircksz Boelens in den Jahren 1501 bis 1510 als Bürgermeister in der Stadtregierung mit.
Andries Boelens Sohn Albert Andriesz Boelens erbte von seinem Vater ein Vermögen von 14.355 Gulden, Ländereien, Schiffe und ein prächtiges Stadthaus in Amsterdam. Er konnte das politische Erbe lückenlos weiterführen und wurde zwischen den Jahren 1520 und 1537 neun Mal zum regierenden Bürgermeister erwählt.
Aus der Stammlinie sticht Albert Andriesz Boelens Enkel Jacob Andriesz Boelens († 1621) hervor, der neben seiner Tätigkeit als 13-maliger Bürgermeister Amsterdams auch Staatsrat von Holland, Deputierter der niederländischen Generalstaaten und holländischer Gesandter am Hof des ostfriesischen Herrschers Graf Edzard II., sowie in Dänemark bei König Christian IV. war. Ein weiterer Bürgermeister aus dem Geschlecht war Jan Claes Boelens der dieses Amt im Jahre 1600 ausführte. Der Hauptstamm der Familie Boelens, der als einziger der diversen Linien katholisch blieb, ist 1647 in männlicher Linie ausgestorben.

### Boelens Loen

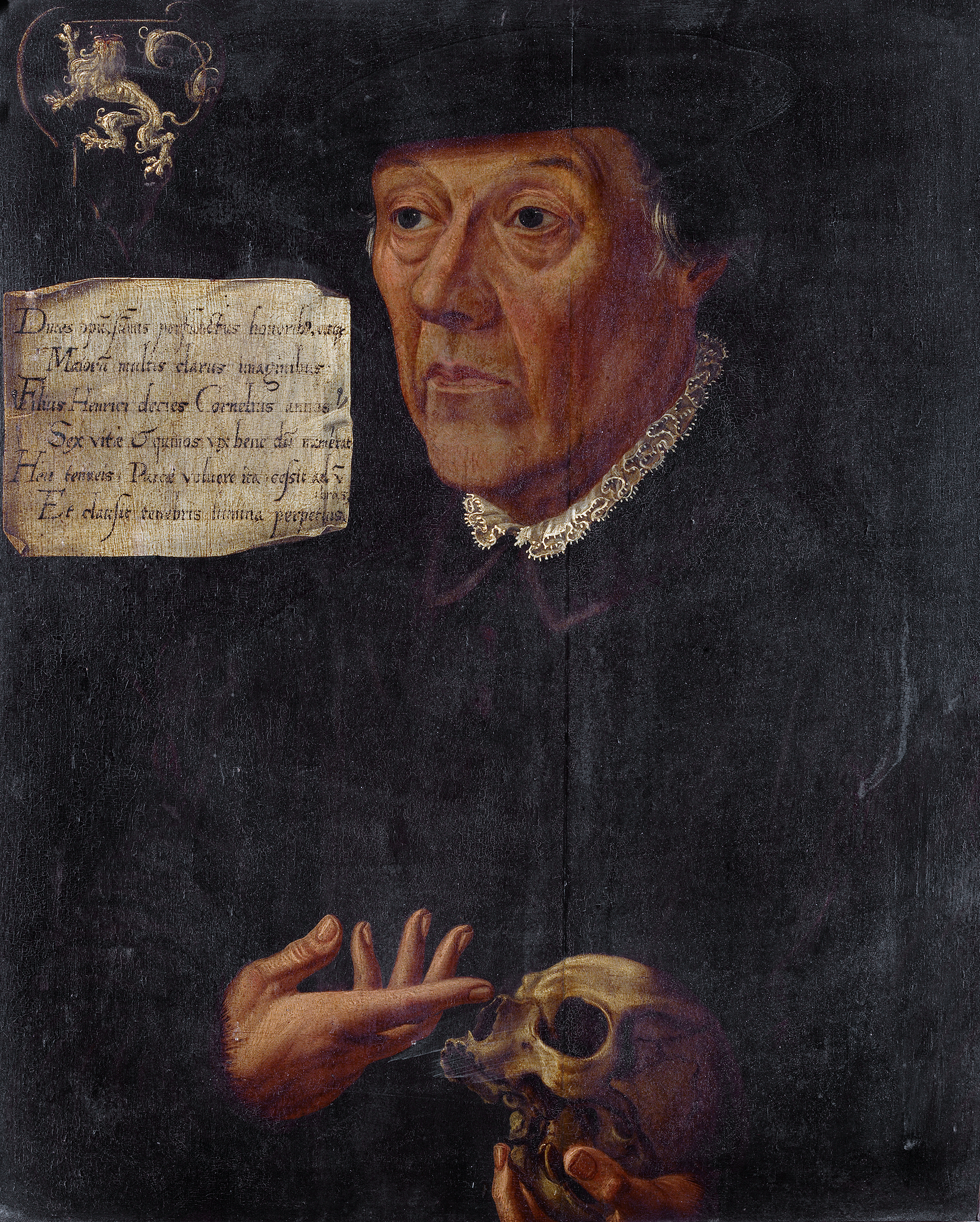
Cornelis Hendricksz Loen, durch seine Ehe mit Lijsbeth Boelens Begründer der Linie der Boelens Loen

Andries Boelens Tochter Lijsbeth Boelens heiratete Cornelis Hendricksz Loen (1481–1547) aus dem Geschlecht der Loen, der zwischen 1529 und 1533 drei Mal Bürgermeister von Amsterdam war. Sie begründeten die Linie Boelens Loen die mit den großen Regentengeschlechtern des Goldenen Zeitalters De Graeff und Bicker, welche nach der Alteratie von Amsterdam im Jahre 1578 an die Macht kamen, verwandt waren. So ergab sich im Laufe des 16. Jahrhunderts ein dichtes Geflecht miteinander verwandter vornehmer Familien in Amsterdam, die Macht und Ämter unter sich aufteilten. Die regierungsfähigen Mitglieder solcher Familien, die sich um das Bürgermeisteramt und andere wichtige Ämter innerhalb der Stadt bewarben, wurden Regenten genannt. Lijsbeths Enkelsohn Cornelis Andriesz Boelens Loen (1552–1584) war ein vertrauter Rat von Wilhelm I. von Oranien-Nassau gewesen.

## Gesellschaftspolitisches Erbe

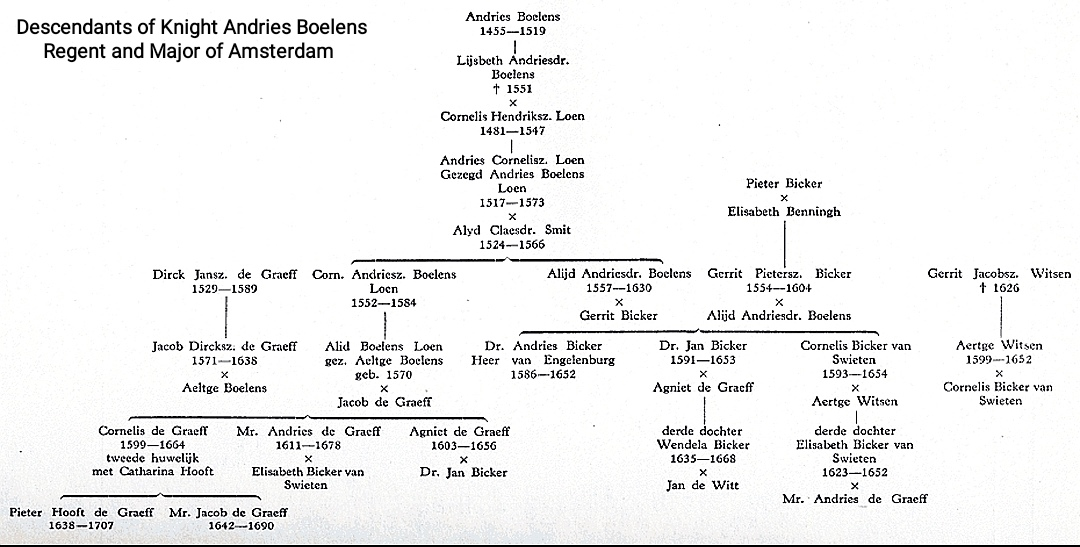
Übersicht über die maßgeblichen Familienbeziehungen der Amsterdamer Oligarchie um die Geschlechter Boelens Loen, De Graeff, Bicker (van Swieten), Witsen sowie Johan de Witt im Goldenen Zeitalter.

Die bedeutenden Amsterdamer Bürgermeister des Niederländischen Goldenen Zeitalters, Cornelis (1599–1664) und Andries de Graeff (1611–1678) und ihre Cousins Andries (1586–1652) und Cornelis Bicker (1592–1654), sahen sich als politische Erben der alten Regentenfamilie Boelens, deren katholisch gebliebene Hauptlinie 1647 in männlicher Linie ausgestorben war, und trugen die sehr bedeutsamen Vornamen „Andries“ und „Cornelis“ von ihren Boelens-Vorfahren. Wie in einer echten Dynastie heirateten im 17. Jahrhundert häufig Mitglieder innerhalb der Familien De Graeff und Bicker, um ihr politisches und wirtschaftliches Kapital zusammenzuhalten. Deren großer historischer Vorfahre war Andries Boelens, der einflussreichste mittelalterliche Bürgermeister der Stadt. Fünfzehnmal durfte er das höchste Amt in Amsterdam bekleiden. Beide Familien, Bicker und De Graeff, stammen in der weiblicher Linie  der Boelens Loen von Andries Boelens ab.

## Stammliste (Auszug)
- Jacob Boel, Bürgermeister der Jahre 1420–1421
- Claes Jansz Boel, Bürgermeister der Jahre 1431 und 1434

…
1. Boel Dircksz
  1. Dirck Boelens († 1459), regierender Bürgermeister von Amsterdam
    1. Mr. Gerrit Boelens († 1485), Priester
    2. Hillebrant Boelens († 1501), Kartäusermönch Andries Dircksz Boelens
    3. Boel Dirck Boelens († 1483), regierender Bürgermeister von Amsterdam
      1. Claes Boelens († 1511), Priester
      2. Andries Boelens (1455–1519), war zwischen 1496 und 1517 15 Jahre lang regierender Bürgermeister von Amsterdam
        1. Marie Andriesz Boelens, Nonne im St. Lucienkonvent
        2. Albert Andriesz Boelens († 1551), regierender Bürgermeister von Amsterdam
          1. Andries Albertsz Boelens
            1. Jacob Andriesz Boelens († 1621), heiratete Weyntje Dircksz de Graeff, regierender Bürgermeister von Amsterdam, Politiker, Diplomat

        3. Geertruyd Andriesz Boelens, verheiratet mit Jan Martszn Merens

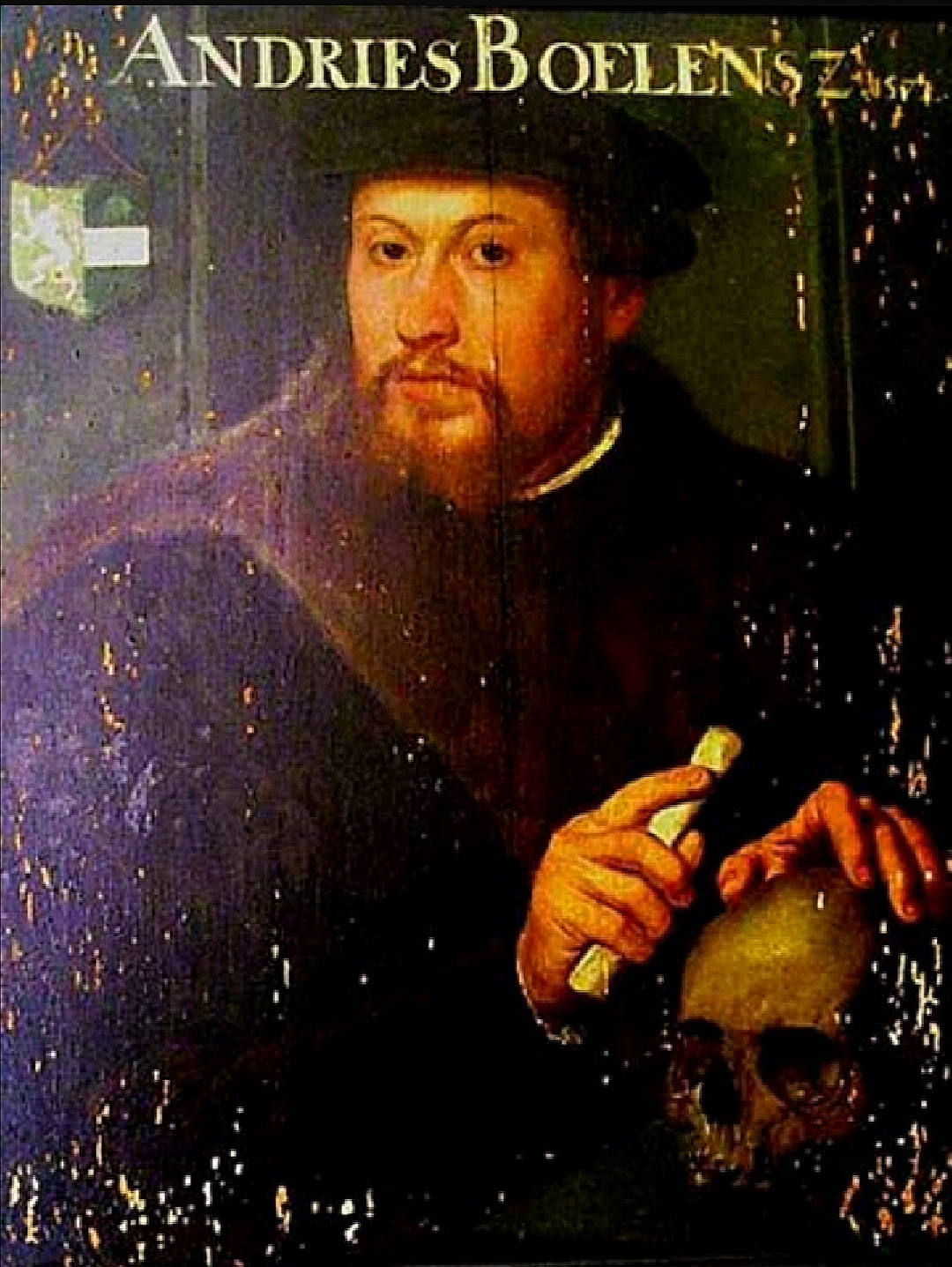
Porträt von Andries Cornelisz Boelens Loen (1517–1573), Schepen von Amsterdam in 1552, erster geborener Boelens Loen (Anonymer Maler, 1572)

        4. Lijsbeth Andriesz Boelens († 1551), heiratete Cornelis Hendricksz Loen (1481–1547), Bürgermeister von Amsterdam, und begründete somit das Geschlecht der Boelens LoenPorträt von Andries Cornelisz Boelens Loen (1517–1573), Schepen von Amsterdam in 1552, erster geborener Boelens Loen (Anonymer Maler, 1572)
          1. Andries Cornelisz Boelens Loen (1517–1573), Schepen von Amsterdam, verheiratet mit Alyd Claesdr Smit
            1. Cornelis Andriesz Boelens Loen (1552–1584), Ratsherr von Amsterdam, der Staaten von Holland und von Wilhelm I. von Oranien-Nassau

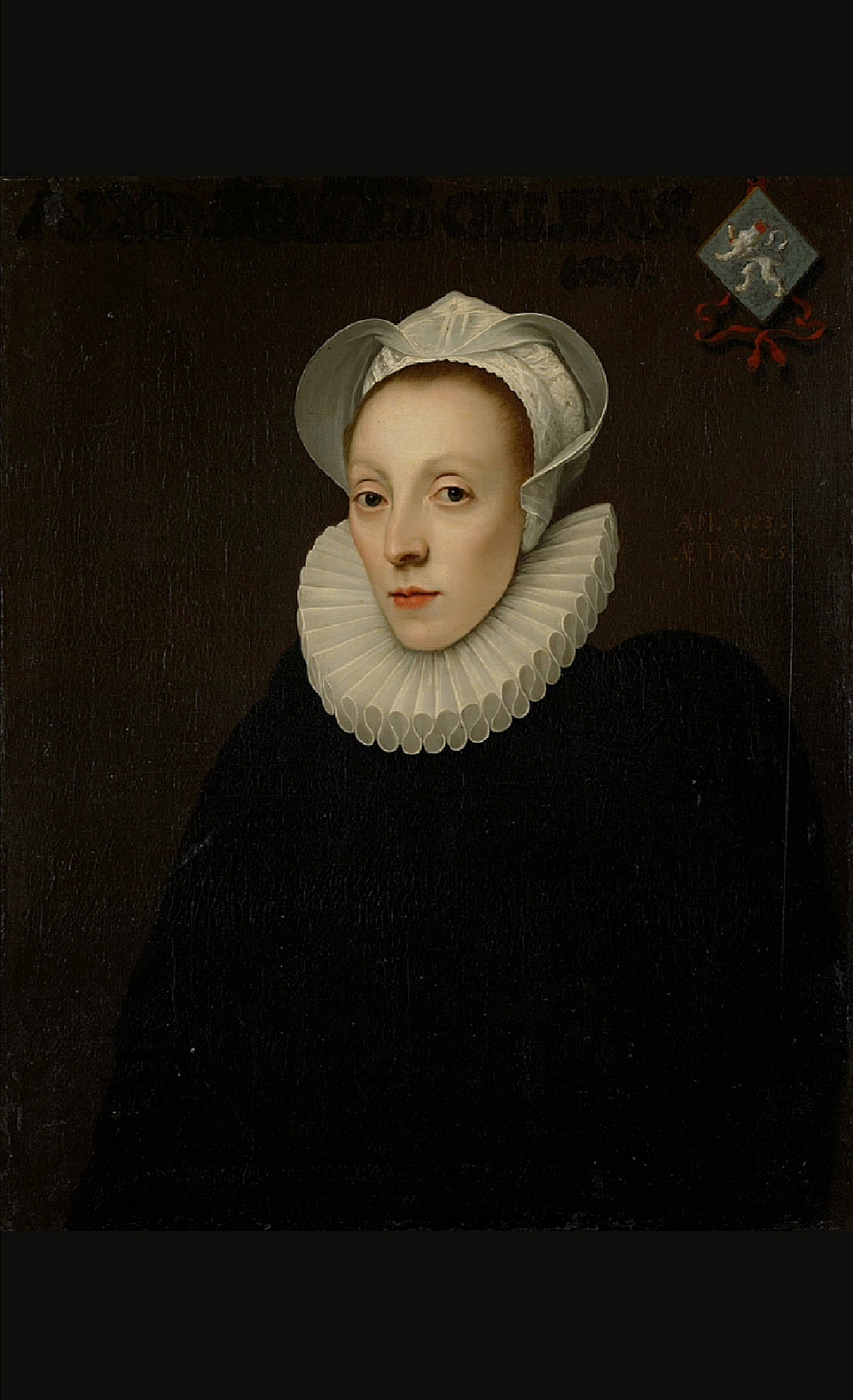
Alijda Andriesdr Boelens (Loen) (1557–1630), verheiratet mit Gerrit Bicker (1554–1604)

              1. Aaltje Boelens Loen (1579–1630), verheiratet mit Jakob Dircksz de Graeff (1571–1638)Alijda Andriesdr Boelens (Loen) (1557–1630), verheiratet mit Gerrit Bicker (1554–1604)

            2. Alijda Andriesdr Boelens (Loen) (1557–1630), verheiratet mit Gerrit Bicker (1554–1604)

      3. Floris Dirk Boelens († 1502), unverheiratet
      4. Margriet Boelens († nach 1517), heiratete einen aus dem Geschlecht der Den Otter
        1. Claes Hillebrantsz Boelens Den Otter († 1540), Prior des St. Cecilienkonvent in Amsterdam

    4. Vechter Boelens († 1520), Priester
    5. Jacob Boelens († 1501), Kartäuserbruder
    6. Duifje Boelens
    7. Agnes Boelens († 1463)
    8. Margriet Boelens

ohne Anschluss (ua):
- Andries Dircksz Boelens, Bürgermeister in den Jahren 1501, 1503–1505, 1507 und 1510
- Jan Claes Boelens, Bürgermeister im Jahre 1600
- Andries Hendricksz Boelens († 1606), verheiratet mit Elisabeth Jansdr Rijser, erbte von seinem Vater die Herrlichkeit Van der Does
- Cornelis Boelens († 1795)

Familie Loen
- Claes Fransz Loen, Bürgermeister der Jahre 1538–1539, 1541, 1543 und 1545

## Wappen

Boelens Wappen[11]
Loen Wappen[12][13]
Boelens Loen Wappen[14]
Boelens Wappen (Variante)[15]